# Настоящие крапивники
Настоящие крапивники, или просто крапивники (лат. Troglodytes) — род певчих птиц семейства крапивниковых. Мелкие птицы с очень тонким клювом, их длина варьирует от 9 до 12 см. Оперение мягкое и пушистое, коричневато-каштановое, в нижней части слегка более светлое. На внешней стороне маховых перьев и хвосте заметны характерные полосы. Летают быстро, по прямой линии. В отличие от других видов крапивниковых, обитающих в тропиках и субтропиках, предпочитают более умеренный климат. Крапивник — единственная птица семейства, через Берингов пролив из Америки попавшая на территорию Евразии и успешно там обосновавшаяся. Обитает на обширной территории Европы, Азии и Северной Америки, в том числе и в Российской Федерации. Домовый крапивник гнездится в умеренных широтах Северной и Южной Америки. Вид Troglodytes cobbi, который долгое время рассматривался как подвид домового крапивника, в настоящее время признаётся как отдельный вид — эндемик Фолклендских островов. Остальные виды обитают в горах в Центральной и Южной Америке.

## Классификация
Исследования на основе последовательностей митохондриальной ДНК настоящих крапивников, проводимые группой Натана Райса при Университете Канзаса, показали, что домовый крапивник и виды Troglodytes musculus и Troglodytes brunneicollis образуют единую монофилетическую группу, происходящую от единого предка. Другая монофилетическая группа объединяет виды Troglodytes rufulus, Troglodytes ochraceus и Troglodytes solstitialis. Обыкновенный крапивник, вопреки классическим представлениям, показал более отдалённое родство с остальной группой, нежели считалось ранее. На этом основании было решено выделить крапивника в отдельный монотипический род Nannus и далее трактовать его как Nannus troglodytes. Тем не менее, в настоящее время используемый для исследования метод не получил всеобщего одобрения, а используемого генетического материала могло быть недостаточно.

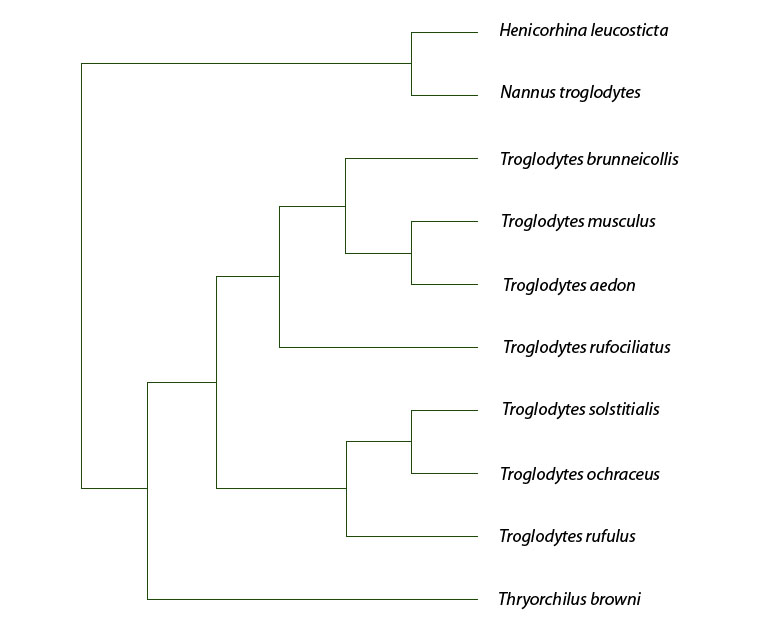
Кладограмма крапивниковых, предложенная группой Натана Райса на основе сравнения последовательностей митохондриальной ДНК

### Виды
Международный союз орнитологов относит к роду 18 видов:
- Troglodytes troglodytes — Крапивник
- Troglodytes hiemalis
- Troglodytes pacificus
- Troglodytes tanneri
- Troglodytes aedon — Домовый крапивник
- Troglodytes musculus
- Troglodytes beani
- Troglodytes martinicensis
- Troglodytes mesoleucus
- Troglodytes musicus
- Troglodytes grenadensis
- Troglodytes cobbi
- Troglodytes sissonii
- Troglodytes rufociliatus
- Troglodytes ochraceus
- Troglodytes solstitialis — Рыжебровый крапивник
- Troglodytes monticola
- Troglodytes rufulus — Рораимский крапивник

## Галерея

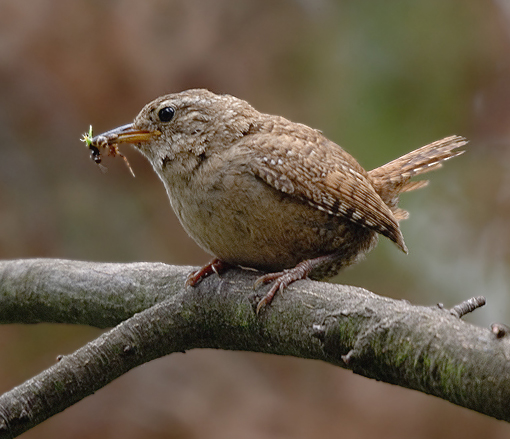
Обыкновенный крапивник
Домовый крапивник